# Margarita Melikowna Betowa
Margarita Melikowna Betowa (russisch Маргари́та Ме́ликовна Бетова; * 1. September 1994 in Moskau als Margarita Melikowna Gasparjan, russisch Гаспаря́н) ist eine russische Tennisspielerin.

## Karriere
Betowa begann mit fünf Jahren mit dem Tennisspielen, sie bevorzugt Rasen- und Hartplätze. Auf dem ITF Women’s Circuit konnte sie bislang neun Erfolge im Einzel und acht im Doppel erzielen.
Sie erhielt eine Wildcard für das Hauptfeld des Kremlin Cup 2012, scheiterte dort aber in der ersten Runde in drei Sätzen knapp an Lucie Šafářová. Im Doppelwettbewerb konnte sie dort 2014 mit ihrer Partnerin Alexandra Panowa bis ins Halbfinale vordringen, in dem sie den späteren Siegerinnen Martina Hingis und Flavia Pennetta unterlagen.
Bei den French Open spielte sie sich 2015 über die Qualifikation ins Hauptfeld; sie traf dort in der ersten Runde auf Ana Konjuh, der sie in zwei Sätzen unterlag. In Wimbledon war sie zwar direkt qualifiziert, hatte aber mit Serena Williams ein schweres Los; sie verlor gegen die Weltranglistenerste mit 4:6 und 1:6. Im Doppel erreichte sie dort an der Seite von Alexandra Panowa erstmals die zweite Runde eines Grand-Slam-Turniers.
Bis Juli 2015 hatte Gasparjan auf der WTA Tour alle ihre drei Erstrundenpartien im Einzel verloren. Beim Turnier in Baku gewann sie am 2. August 2015 sowohl den Einzel- als auch, zusammen mit Alexandra Panowa, den Doppeltitel. Damit stand sie erstmals in den Top 100 der WTA-Weltrangliste. Im Februar und Juni 2016 verbesserte sie sich im Ranking auf die Plätze 41 bzw. 25. Aufgrund einer Knieverletzung musste sie für knapp eineinhalb Jahre, von Juni 2016 bis Oktober 2017, pausieren.
Im Jahr 2013 spielte Betowa erstmals für die russische Fed-Cup-Mannschaft; ihre Fed-Cup-Bilanz weist bislang einen Sieg bei vier Niederlagen aus.

## Persönliches
Im Juli 2021 heiratete sie den belarussischen Tennisspieler Sjarhej Betau.

## Turniersiege

### Einzel
| Nr. | Datum              | Turnier             | Kategorie         | Belag             | Finalgegnerin          | Ergebnis       |
| --- | ------------------ | ------------------- | ----------------- | ----------------- | ---------------------- | -------------- |
| 1.  | 25. März 2012      | Moskau              | ITF $25.000       | Teppich (Halle)   | Ljudmyla Kitschenok    | 6:0, Aufgabe   |
| 2.  | 6. Mai 2012        | Moskau              | ITF $25.000       | Hartplatz (Halle) | Çağla Büyükakçay       | 6:3, 4:6, 6:1  |
| 3.  | 20. Mai 2012       | Moskau              | ITF $25.000       | Sand              | Darja Gawrilowa        | 4:6, 6:4, 7:62 |
| 4.  | 21. September 2012 | Joschkar-Ola        | ITF $25.000       | Hartplatz (Halle) | Nadija Kitschenok      | 7:5, 7:63      |
| 5.  | 16. November 2013  | Minsk               | ITF $25.000       | Hartplatz (Halle) | Anastassija Wassyljewa | 6:4, 6:4       |
| 6.  | 2. November 2014   | Scharm asch-Schaich | ITF $25.000       | Hartplatz         | Eliza Kostowa          | 6:3, 6:0       |
| 7.  | 1. Februar 2015    | Andrézieux-Bouthéon | ITF $25.000       | Hartplatz (Halle) | Eliza Kostowa          | 6:4, 6:4       |
| 8.  | 22. Februar 2015   | Moskau              | ITF $25.000       | Hartplatz (Halle) | Karine Sarkisova       | 6:0, 6:4       |
| 9.  | 4. April 2015      | Croissy-Beaubourg   | ITF $50.000       | Hartplatz (Halle) | Mathilde Johansson     | 6:3, 6:4       |
| 10. | 2. August 2015     | Baku                | WTA International | Hartplatz         | Patricia Maria Țig     | 6:3, 5:7, 6:0  |
| 11. | 29. September 2018 | Taschkent           | WTA International | Hartplatz         | Anastassija Potapowa   | 6:2, 6:1       |

### Doppel
| Nr. | Datum              | Turnier           | Kategorie         | Belag             | Partnerin            | Finalgegnerinnen                      | Ergebnis          |
| --- | ------------------ | ----------------- | ----------------- | ----------------- | -------------------- | ------------------------------------- | ----------------- |
| 1.  | 28. Januar 2012    | Kaarst            | ITF $10.000       | Teppich (Halle)   | Anna Smolina         | Alexandra Artamonova Marina Melnikowa | 62:7, 6:2, [10:8] |
| 2.  | 24. März 2012      | Moskau            | ITF $25.000       | Teppich (Halle)   | Anna Arina Marjenko  | Walentina Iwachnenko Kateryna Koslowa | 3:6, 7:64, [10:6] |
| 3.  | 20. September 2012 | Joschkar-Ola      | ITF $25.000       | Hartplatz (Halle) | Weronika Kapschaj    | Iryna Burjatschok Walerija Solowjowa  | 6:4, 2:6, [11:9]  |
| 4.  | 23. Februar 2013   | Moskau            | ITF $25.000       | Hartplatz (Halle) | Polina Monowa        | Walerija Solowjowa Maryna Zanevska    | 6:4, 2:6, [10:5]  |
| 5.  | 7. Juni 2013       | Qarshi            | ITF $25.000       | Hartplatz         | Palina Pechawa       | Weronika Kapschaj Teodora Mirčić      | 6:2, 6:1          |
| 6.  | 29. März 2014      | Croissy-Beaubourg | ITF $50.000       | Hartplatz (Halle) | Ljudmyla Kitschenok  | Kristina Barrois Eleni Daniilidou     | 6:2, 6:4          |
| 7.  | 26. Juli 2014      | Nur-Sultan        | ITF $100.000      | Hartplatz         | Witalija Djatschenko | Michaela Boev Anna-Lena Friedsam      | 6:4, 6:1          |
| 8.  | 9. Mai 2015        | Trnava            | ITF $100.000      | Sand              | Julija Bejhelsymer   | Aleksandra Krunić Petra Martić        | 6:3, 6:2          |
| 9.  | 2. August 2015     | Baku              | WTA International | Hartplatz         | Alexandra Panowa     | Witalija Djatschenko Olha Sawtschuk   | 6:3, 7:5          |
| 10. | 3. Oktober 2015    | Taschkent         | WTA International | Hartplatz         | Alexandra Panowa     | Wera Duschewina Kateřina Siniaková    | 6:1, 3:6, [10:3]  |
| 11. | 29. April 2016     | Prag              | WTA International | Sand              | Andrea Hlaváčková    | María Irigoyen Paula Kania            | 6:4, 6:2          |
| 12. | 3. Februar 2019    | St. Petersburg    | WTA Premier       | Hartplatz (Halle) | Jekaterina Makarova  | Viktória Kužmová Anna Kalinskaja      | 7:5, 7:5          |